# Шоке, Гюстав
Гюстав Шоке (фр. Gustave Choquet; 1 марта 1915, Солем (Нор) — 14 ноября 2006, Лион) — французский математик. Основные работы в области функционального анализа, теории потенциала, топологии и теории меры.
Муж математика Ивонны Шоке-Брюа (1923—2025).

## Биография
Лауреат первой математической премии общего конкурса. Окончил специальный математический класс в лицее Сент-Луиса в 1934 г., затем Высшую нормальную школу в 1938 г. Во время обучения на него произвели большое впечатление учение Георга Кантора о трансфинитности и лекции Рене Бэйра о разрывных функциях.
В 1938 году он поступил в Принстонский университет, но его пребывание там прервала война. С 1941 по 1946 год он был стипендиатом CNRS и в 1946 году написал диссертацию для получения должности профессора Французского института Польши в Кракове. По возвращении во Францию в 1947 году он начал преподавать в университете Гренобля. В 1949 году занял должность преподавателя в Париже, а в 1952 году — должность профессора. С 1960 по 1969 год он был доцентом, а затем профессором Политехнической школы с долгосрочными командировками в иностранные университеты.

## Научные достижения
Известен работами в области топологических пространств, теории функций вещественной переменной, теории меры, теории потенциала, функционального анализа, выпуклого анализа

и его приложений, теории чисел.